# Bet Chananja
Bet Chananja (hebr. בית חנניה) – moszaw położony w Samorządzie Regionu Chof ha-Karmel, w dystrykcie Hajfa, w Izraelu.

## Położenie
Moszaw Bet Chananja leży na równinie Szaron na północ od miasta Hadera, w otoczeniu miast Or Akiwa i Binjamina-Giwat Ada, oraz miasteczka Dżisr az-Zarka.

## Historia
Moszaw został założony w 1950 roku przez żydowskich imigrantów z Europy Wschodniej. Ziemia została zakupiona ze środków syjonistycznej organizacji Palestine Jewish Colonization Association (PICA, hebr. פיק"א). Nowa osada otrzymała imię jednego z liderów PICA, Hananii Gottliba.

## Gospodarka
Gospodarka moszawu opiera się na intensywnym rolnictwie, winnicach, hodowli drobiu i turystyce.

## Turystyka
Przy wjeździe do moszawu znajduje się starożytny akwedukt prowadzący do Cezarei Nadmorskiej, wybudowany w czasach cesarza Hadriana.
Przy moszawie jest także Rezerwat Przyrody Rzeki Taninim. Rzeka Taninim przepływa tutaj przez malowniczy park, który został nazwany na cześć aligatorów (hebr. תנינים; Taninim). Do początku XX wieku aligatory żyły w pobliskim bagnie Cabra.

## Transport
Na zachód od moszawu przebiega autostrada nr 2, brak jednak możliwości wjazdu na nią. Natomiast z północnej części moszawu wychodzi droga nr 6531, którą jadąc na wschód dojeżdża się do skrzyżowania z drogą ekspresową nr 4, a jadąc w kierunku zachodnim dojeżdża się do miasteczka Dżisr az-Zarka.